# 伊勢市立早修小学校
伊勢市立早修小学校（いせしりつそうしゅうしょうがっこう）は、三重県伊勢市常磐三丁目にある公立小学校。

## 概要
- 校名の「早修」は、中国「北宋」の政治家 司馬温公（司馬光）の「勧学歌」の一節『勉旃汝等各早修』「旃（これ）を勉（つと）めよ、汝（なんじ）等（ら） 各（おのおの）早（はや）く修（おさ）めよ」に由来する。「諸君よ、務めて早くから勉学しなさい」という意味である。
- 校地面積：12,779m2
- 構成
  - 校舎：鉄筋コンクリート造3階建、延べ面積 4,057m2
    - 1階：面積 1,571m2、2階：面積 1,225m2、3階：面積 1,219m2

  - 運動場：面積 5,100m2
  - プール：面積 1,038m2
  - 体育館：鉄筋コンクリート造平屋建、面積 828m2

## 沿革
- 1874年（明治7年）2月 - 浦口学校が創立する。
- 1875年（明治8年）10月 - 常磐学校が創立する。
- 1882年（明治15年）9月 - 浦口学校と常磐学校が統合し、早修学校が創立する。
- 1887年（明治20年）4月 - 早修尋常小学校と改称する。
- 1911年（明治44年）3月 - 宇治山田市第四尋常小学校と改称する。
- 1933年（昭和8年）6月 - 新校舎が落成する。
- 1941年（昭和16年）4月1日 - 国民学校令の施行に伴い、宇治山田市早修国民学校と改称する。
- 1947年（昭和22年）4月1日 - 学校教育法の施行に伴い、宇治山田市立早修小学校と改称する。
- 1947年（昭和22年）7月 - 地震により被害を受ける。6教室の補強工事を実施する。
- 1955年（昭和30年）1月1日 - 市名改称に伴い、伊勢市立早修小学校と改称する。
- 1955年（昭和30年）10月 - 台風26号により被害を受ける。
- 1959年（昭和34年）9月 - 伊勢湾台風（台風15号）により甚大な被害を受ける。
- 1964年（昭和39年）11月 - 新校舎が完成する。
- 1967年（昭和42年）1月 - 体育館兼講堂が完成する。
- 1974年（昭和49年）4月 - 難聴学級を設置する。10月に開設する。
- 1983年（昭和58年）3月 - プールが完成する。（6月30日プール開き）
- 1999年（平成11年）7月 - 新校舎建設に伴い、仮設校舎に移転する。
- 2000年（平成12年）8月28日 - 新校舎が完成、竣工式を挙行する。
- 2002年（平成14年）3月7日 - 新体育館が完成、完成式を挙行する。
- 2005年（平成17年）4月1日 - 3学期制から2学期制に移行する。

## 学校区
山田南西部を占める。
- 浦口
- 常磐
- 常磐町
- 宮町

## 周辺
- 伊勢市立早修幼稚園
- 三重県立宇治山田高等学校 - 早修小学校のそばの坂の頂上にある。
- 伊勢市立伊勢図書館
- 伊勢市福祉健康センター（休日・夜間応急診療所、伊勢市中央保健センターなどが入っている施設）
- サンライフ伊勢（中高年齢労働者福祉センター）
- 伊勢神宮外宮（豊受大神宮）

## 交通アクセス
- 伊勢自動車道 伊勢西インターチェンジから約3.2km
- JR東海 参宮線 山田上口駅より約1km、徒歩約12分
- 近鉄山田線 宮町駅より約1.4km、徒歩約17分
- 三重交通バス 伊勢市駅・宇治山田駅より「宮川中学校」または「大倉うぐいす台」乗車、「筋向橋」バス停から約700m、徒歩8分
- 伊勢市コミュニティバス（おかげバス）御薗ルート、辻久留・藤里ルート 「宇治山田高校前」下車